# Maximilian Runze
Paul Wilhelm Karl Maximilian (Max) Runze, född den 8 augusti 1849 i Woltersdorf, död den 9 maj 1931 i Berlin, var en tysk filosof och skriftställare.
Runze deltog i fransk-tyska kriget 1870–1871 och i ryska fälttåget 1874–1876. Han blev präst vid kyrkan i Moabit 1882 och därefter docent i filosofi vid Humboldt-akademien i Berlin. Han intog i sin filosofi en idealistisk ståndpunkt. 
Bland hans talrika skrifter kan nämnas: Kants Kritik an Humes Skeptizismus (1880), Kants Bedeutung (1881), Loewe redivivus (1888), Hegel und von Baader (1894), Religionsbuch (2:a upplagan 1906) och Die Erziehung zu freier Persönlichkeit (1909).